# Feyza Civelek
Feyza Civelek (* 1995 in Istanbul) ist eine türkische Schauspielerin.

## Leben und Karriere
Civelek wurde 1995 in Istanbul geboren. Ihr Debüt gab sie 2006 in der Fernsehserie Acemi Çadı. 2010 hatte sie in der Serie Kavak Yelleri einen Gastauftritt. Ihren Durchbruch hatte sie 2011 in Adını Feriha Koydum. Von 2014 bis 2016 wurde Civelek für die Serie Güllerin Savaşı gecastet. Anschließend war sie 2018 in Bir Umut Yeter zu sehen. Zwischen 2020 und 2021 bekam sie in der Serie Sol Yanım die Hauptrolle. 2022 trat sie in Kızılçik Serbeti auf.

## Filmografie (Auswahl)
- 2006: Acemi Cadı (Fernsehserie, 1 Episode)
- 2010: Kavak Yelleri (Fernsehserie, 1 Episoden)
- 2011–2012: Adını Feriha Koydum (Fernsehserie, 80 Episoden)
- 2014–2016: Güllerin Savaşı (Fernsehserie, 68 Episoden)
- 2018: Bir Umut Yeter (Fernsehserie, 6 Episoden)
- 2020–2021: Sol Yanım (Fernsehserie, 12 Episoden)
- 2022–2025: Kızılçik Serbeti (Fernsehserie, 103 Episoden)